# Зелёное (Винницкая область)
Зелёное (укр. Зелене) — село на Украине, находится в Жмеринском районе Винницкой области. Прежнее название — Червоная Дубина (до 1955 года).
Код КОАТУУ — 0520280803. Население по переписи 2001 года составляет 176 человек. Почтовый индекс — 23054. Телефонный код — 4341.
Занимает площадь 0,434 км².
До 17 июля 2020 года находилось в Барском районе Винницкой области.